# You and Me (canción de Alice Cooper)
"You and Me" es una canción de Alice Cooper, publicada como sencillo del álbum Lace And Whiskey de 1977. 
La canción alcanzó la posición No. 9 de la lista Billboard Hot 100 y la No. 8 en la lista de éxitos de la revista Cashbox en 1977. En Canadá fue No. 3 y en Australia No. 2. Sería el último Top 10 estadounidense de Cooper hasta "Poison", publicada doce años después.